# Матинна
Матинна (англ. Mathinna; 1835, Флиндерс, Тасмания — 1 сентября 1852) — тасманийская аборигенка, в детском возрасте отнятая у родителей и удочеренная губернатором Тасмании сэром Джоном Франклином и его женой, леди Джейн Франклин.
Девочка родилась около 1835 года в учреждении для интернированных аборигенов Вайбаленна на острове Флиндерс и получила христианское имя Мэри. Ее отца звали Тоутерер, он был вождем племени охотников и собирателей, пока в 1833 году не был схвачен британцами вместе со своей семьей. Условия содержания в Вайбаленне были суровыми. Многие аборигены заболевали и умирали из-за скудного питания и ненадлежащего лечения, а также из-за болезней, переносимых европейцами.
В 1841 году леди Джейн Франклин попросила своего мужа привезти ей ребенка-дикаря, чтобы попробовать «цивилизовать» его. До этого в семье Франклинов уже жил «черный мальчик» по имени Тимемендик, но Франклины нашли его чересчур «ленивым и непослушным», поэтому спустя несколько лет отправили в Хобартскую сиротскую школу.
Когда девочку забрали из лагеря, её отца уже не было в живых, но мать, предположительно, была жива, однако это никого не волновало. Леди Джейн переименовала Мэри в Матинну, новое имя происходило от местного слова, обозначающего ожерелье из ракушек.
Несмотря на это, целью женщины было дать тасманийской девочке европейское воспитание. Матинну учили читать и писать, носить европейскую одежду и обувь. Леди Джейн сочла, что по сравнению с Тимемендиком, девочка более умна и мила, якобы даже её кожа становилась более светлой по мере «продвижения к цивилизации».
В 1842 году художник Томас Бок написал портрет девочки, на котором она изображена в алом платье.
В 1843 году сэра Джона вызвали в Англию, и Франклины оставили восьмилетнюю Матинну в Королевской сиротской школе в Хобарте. Ребёнку было трудно адаптироваться к новой обстановке. В 1844 году ее отправили обратно в Вайбаленну. Дети в Вайбаленне были отделены от взрослых и отданы под опеку капеллана учреждения Роберта Кларка и его жены. Кларк обращался с детьми жестоко, и Матинна была одной из наиболее пострадавших. В 1846 году она рассказывала, её часто пороли, предварительно связав руки и ноги.
В 1847 году Матинну отправили обратно в сиротскую школу, а в 1851 году, когда ей было около шестнадцати лет — в учреждение для аборигенов в Ойстер-Коув, к западу от Хобарта.
1 сентября 1852 года девушка по некоторым сведениям захлебнулась в луже, будучи в состоянии алкогольного опьянения. По другой версии, покончила жизнь самоубийством утопившись в реке Дервент. Ей было семнадцать или восемнадцать лет. Она была похоронена на кладбище для аборигенов, откуда позже ее череп был похищен двумя британцами для анатомического музея Мельбурнского университета.
Впоследствии череп был подарен Тасманийскому музею и художественной галерее. По требованию общественников в 1985 году все хранящиеся в музее человеческие останки были кремированы, в том числе и останки Матинны.
В честь Матинны назван город в Тасмании.